# Мюррей (Небраска)
Мюррей (англ. Murray) — селище (англ. village) в США, в окрузі Кесс штату Небраска. Населення — 480 осіб (2020).

## Географія
Мюррей розташований за координатами 40°54′59″ пн. ш. 95°55′36″ зх. д. / 40.91639° пн. ш. 95.92667° зх. д. (40.916309, -95.926786).  За даними Бюро перепису населення США в 2010 році селище мало площу 0,97 км², уся площа — суходіл.

## Демографія
Згідно з переписом 2010 року, у селищі мешкали 463 особи в 187 домогосподарствах у складі 130 родин. Густота населення становила 478 осіб/км².  Було 210 помешкань (217/км²).
Расовий склад населення:
| - 94,4 % — білих - 0,4 % — корінних американців - 0,2 % — чорних або афроамериканців - 0,2 % — азіатів - 1,3 % — осіб інших рас |

До двох чи більше рас належало 3,5 %. Частка іспаномовних становила 4,1 % від усіх жителів.
За віковим діапазоном населення розподілялося таким чином: 24,4 % — особи молодші 18 років, 57,7 % — особи у віці 18—64 років, 17,9 % — особи у віці 65 років та старші. Медіана віку мешканця становила 41,4 року. На 100 осіб жіночої статі у селищі припадало 100,4 чоловіків;  на 100 жінок у віці від 18 років та старших — 91,3 чоловіків також старших 18 років.
Середній дохід на одне домашнє господарство  становив 63 469 доларів США (медіана — 55 139), а середній дохід на одну сім'ю — 69 418 доларів (медіана — 60 625). За межею бідності перебувало 10,8 % осіб, у тому числі 27,9 % дітей у віці до 18 років та 1,0 % осіб у віці 65 років та старших.
Цивільне працевлаштоване населення становило 188 осіб. Основні галузі зайнятості: освіта, охорона здоров'я та соціальна допомога — 28,7 %, будівництво — 13,8 %, роздрібна торгівля — 13,3 %.